# Cobitis taurica
Cobitis taurica es una especie de peces de la familia Cobitidae en el orden de los Cypriniformes.

## Reproducción
Es ovíparo.

## Morfología
• Los machos pueden llegar alcanzar los 9,2 cm de longitud total.

## Hábitat
Vive en zonas de clima templado.

## Distribución geográfica
Se encuentra en el río Chernaya (Crimea, Ucrania ).